# تزاوج عشوائي
التزاوج العشوائي أو التزاوج الحر أو الاقتران العشوائي (بالإنجليزية: Panmixia)‏ تعتبر الجمهرة ذات تزاوج عشوائي عندما يكون كل أفرادها شركاء محتملون، فيتم التزاوج بغض النظر عن الاختلافات والقيود الوراثية والشكلية والسلوكية